# Тузла (аэропорт)
Международный аэропорт Тузла (босн. Međunarodni Aerodrom Tuzla) (ИАТА: TZL, ИКАО: LQTZ) — аэропорт рядом с городом Тузла, Босния и Герцеговина. Является аэродромом совместного базирования. Может принимать гражданские коммерческие самолёты с 06:00 до 20:00 и самолёты авиации общего назначения и корпоративной авиации с 06:00 до 17:00.

## История
Международный аэропорт Тузла — один из крупнейших военных аэродромов бывшей Югославии. В 1992 году контроль над ним получили миротворческие силы ООН, а с 1996 года он является главным аэродромом SFOR, миротворческого подразделения в Боснии и Герцеговине. Международный аэропорт Тузла был открыт 10 октября 1998 года как гражданский аэропорт, но при этом авиабаза в Тузле продолжает функционировать.

## Авиакомпании и назначения
- Pegasus, AJet - Стамбул
- Wizz Air - Базель, Дортмунд, Мемминген